# Alexander Rüstow

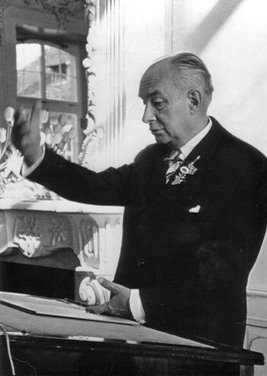
Alexander Rüstow bei einem Vortrag auf Schloss Mainau (1960)

Alexander Rüstow (* 8. April 1885 in Wiesbaden; † 30. Juni 1963 in Heidelberg) war ein deutscher Soziologe und Wirtschaftswissenschaftler. Er war ein Großneffe von Wilhelm Rüstow.
Rüstow prägte 1938 auf dem Colloque Walter Lippmann den Begriff Neoliberalismus als Bezeichnung für eine erneuerte liberale Ordnung, die sich vom Laissez-faire-Liberalismus unterscheiden sollte. Im Laufe der Zeit erfuhr der Begriff im allgemeinen Sprachgebrauch einen Bedeutungswandel. Er ist ein Hauptvertreter des dieser heterogenen Denkrichtung zugeordneten Soziologischen (Neo-)Liberalismus. Zudem wird er als einer der Gründerväter der Sozialen Marktwirtschaft bezeichnet. Das im Grundgesetz der Bundesrepublik Deutschland verankerte konstruktive Misstrauensvotum geht teilweise auf Rüstows Kritik der Weimarer Verfassung zurück.

## Herkunft
Rüstow wurde in eine preußische Offiziersfamilie geboren. Sein Großvater, der preußische Major und Schriftsteller Cäsar Rüstow (1826–1866), fiel im Deutschen Krieg von 1866. Seine Eltern waren der preußische Generalleutnant der Artillerie Hans Rüstow (1858–1943) und dessen Ehefrau Bertha Ottilie Spangenberg (1862–1940), eine Tochter des Suhler Gewehrfabrikanten Wilhelm Ferdinand Spangenberg (1802–1866).

## Leben
Die strenge preußische Erziehung des Vaters und die pietistische Erziehung der Mutter prägten ihn dergestalt, dass er zeitlebens eine kritische Einstellung zum wilhelminischen Deutschland und ein ambivalentes Verhältnis zur protestantischen Ethik hatte. Seine Gymnasialjahre verbrachte er in Darmstadt (Ludwig-Georgs-Gymnasium), Wiesbaden (Humanistisches Gymnasium) und Berlin-Schöneberg (Prinz-Heinrichs-Gymnasium), bis er 1903 vorzeitig seine Reifeprüfung am Bismarck-Gymnasium (heute Goethe-Gymnasium) zu Deutsch-Wilmersdorf bei Berlin (heute Ortsteil im Bezirk Charlottenburg-Wilmersdorf von Berlin) ablegte. Er studierte von 1903 bis 1908 in Göttingen, München und Berlin Mathematik, Physik, Philosophie, Altphilologie, Rechtswissenschaft und Volkswirtschaftslehre. In Göttingen studierte er bei dem Neukantianer Leonard Nelson. 1908 promovierte Rüstow bei Paul Hensel an der Universität Erlangen mit seiner Arbeit Der Lügner. Theorie, Geschichte und Auflösung, in der er sich mit dem Lügner-Paradoxon auseinandersetzte.
In den Jahren 1908 bis 1911 war Rüstow als verantwortlicher wissenschaftlicher Abteilungsleiter im Verlag B. G. Teubner in Leipzig tätig. Er arbeitete von 1911 bis 1914 an einer Habilitationsschrift über die Erkenntnistheorie des Parmenides. Diese Arbeit wurde wegen des Ausbruchs des Ersten Weltkriegs abgebrochen. Rüstow meldete sich in Familientradition als Freiwilliger zur Armee, wo er mit dem Eisernen Kreuz II. und I. Klasse und dem Königlichen Hausorden der Hohenzollern ausgezeichnet wurde. Der Kriegsdienst bestätigte aber durchaus seine Abneigung gegen den wilhelminischen Militarismus.
Zusammen mit Walter Benjamin, Hans Blüher, Ernst Joëll, Fritz Klatt, den Brüdern Hans und Walter Koch, Hans Kollwitz, Erich Krems und Alfred Kurella gehörte er dem so genannten Westender Kreis an, der den linken Flügel der bürgerlichen Jugendbewegung zusammenführte. Klatt war wahrscheinlich der geistige und publizistische Motor dieses Bundes.
Rüstow war schon seit der Vorkriegszeit mit Avantgarde-Trends in Kunst und Psychologie vertraut. Seine erste Frau war die Malerin Mathilde Herberger, die mit Käthe Kollwitz eng befreundet war. In ihrem Tagebuch erwähnt Käthe Kollwitz mehrmals Alexander Rüstow mit seiner ersten und zweiten Frau. Bei Kriegsende teilte er die Ansichten der Sozialisten, begrüßte die deutsche Revolution vom November 1918 und soll sich sogar daran beteiligt haben. Noch mit Mathilde Herberger verheiratet lernte Alexander Rüstow am Anfang der Münchner Räterepublik seine spätere zweite Frau und Völkerkundlerin Anna Bresser kennen, die dort studierte. Seit 1907 hatte sich Rüstow mit den Schriften Franz Oppenheimers befasst, dessen Schüler Adolf Löwe, Gerhard Colm und Eduard Heimann in den 1920er Jahren zu seinem wichtigsten Freundeskreis gehörten. Die Theorie Oppenheimers, dessen gesellschaftstheoretische Überlagerungssoziologie, wie auch dessen „Dritter Weg“ zwischen liberalem Kapitalismus und marxistischem Kommunismus beeinflussten das Denken Rüstows. Neben Oppenheimer übte das Lebenslagen-Konzept von Gerhard Weisser einen entscheidenden Einfluss auf Rüstow aus. Seine Vitalpolitik steht inhaltlich in der Tradition solcher Ansätze, die die materiellen und immateriellen Lebensbedingungen betonen. Mit Weisser teilt Rüstow die Einsicht, dass das Individuum für ein selbstverantwortliches Leben von gewissen äußeren Bedingungen abhängig ist, die aber nicht direkt von staatlichen Instanzen beeinflussbar sind. Auf Vermittlung seines Freundes Löwe arbeitete Rüstow von 1919 bis 1924 als Referent für Allgemeine Wirtschaftsfragen im Reichswirtschaftsministerium. Er verfocht bereits damals eine harte Linie in Kartell- und Monopolfragen und gehörte zu den Vätern der Kartellverordnung von 1923. In diesen Jahren entwickelte der damalige „Sozialist im Staatsdienst“ eine tiefe Enttäuschung über die taktisch bedingte Kompromissbereitschaft und Zerrissenheit der Sozialdemokratie sowie über die relative Machtlosigkeit gegenüber dem Lobbyismus verschiedener Interessengruppen.
1924 verließ Rüstow das Reichsministerium für Wirtschaft und übernahm von 1924 bis 1933 eine Stelle als Syndikus und Leiter der Wirtschaftspolitischen Abteilung beim Verein deutscher Maschinenbau-Anstalten (VdMA). Seine Arbeit als Verbandsfunktionär bestand zum Teil in der Abwehr der finanzkräftigen Lobby der Großindustrie sowie der Großagrarier und ähnelte insoweit seiner früheren Tätigkeit. In dieser Zeit wechselte Rüstow intellektuell vom rechten sozialistischen Flügel zum linken liberalen Flügel. Es kam zu Kontakten und zum intensiven Gedankenaustausch mit Wilhelm Röpke und Walter Eucken, mit denen er die Erneuerung des Liberalismus anstrebte.

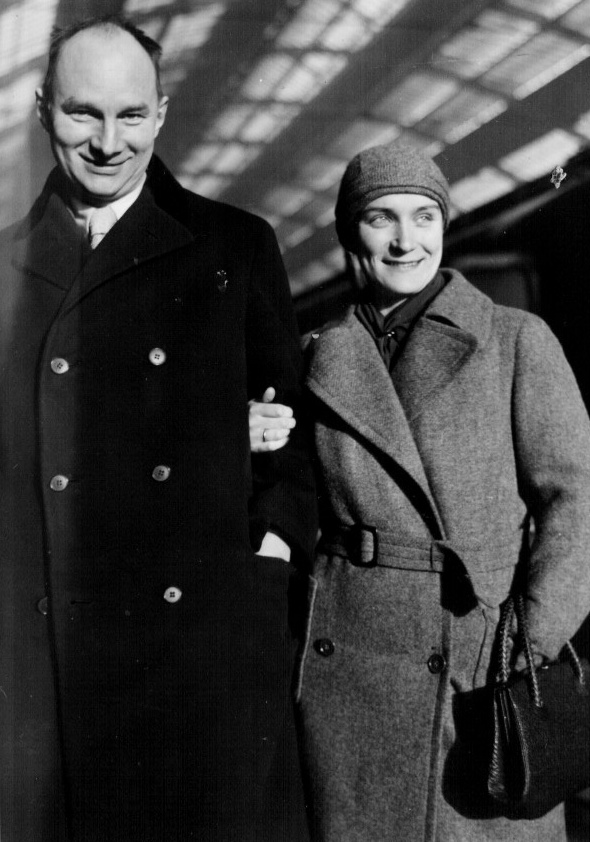
Alexander Rüstow mit Ehefrau Lorena vor der Abfahrt ins Exil (1933)

Auf einer letzten, nicht mehr verwirklichten Kabinettsliste des Reichskanzlers Kurt von Schleicher war Rüstow als Wirtschaftsminister vorgesehen. Die Kabinettsumbildung war ein letzter vergeblicher Versuch die Machtergreifung Adolf Hitlers zu verhindern. Kurz nach der Machtergreifung nahm die Gestapo eine Hausdurchsuchung vor, dies nahm Rüstow als Anlass, im Sommer 1933 ins Exil zu gehen. Seiner Einschätzung nach stand sein Name zusammen mit dem Schleichers auf einer Liste derjenigen Personen, die im Rahmen der von der nationalsozialistischen Propaganda als „Röhm-Putsch“ bezeichneten Säuberungswelle ermordet werden sollten. 1933 wurde Rüstow auf einen Lehrstuhl für Wirtschaftsgeographie und Wirtschaftsgeschichte an die Universität Istanbul berufen. In der Ruhe des türkischen Exils entstand unter anderem das Opus Magnum Ortsbestimmung der Gegenwart, eine universalgeschichtliche Kulturkritik. In Ankara arbeitete Rüstow auch als Verbindungsmann zwischen dem amerikanischen Nachrichtendienst (Office of Strategic Services) und Vertretern des deutschen Widerstands. Die Bemühungen des Kreisauer Kreises zur Kontaktaufnahme und Verhandlung mit den Alliierten liefen über Rüstow, der in Ankara von Helmuth James Graf von Moltke und Adam von Trott zu Solz besucht wurde. Die Verhandlungen scheiterten zu Rüstows Enttäuschung am Misstrauen der Amerikaner.
1949 kehrte er nach Deutschland zurück und wurde 1950 als Ordinarius auf einen Lehrstuhl für Wirtschafts- und Sozialwissenschaften an die Universität Heidelberg berufen. Bis zu seiner Emeritierung (Wintersemester 1955/56) war er gleichzeitig Direktor des Alfred-Weber-Instituts, war von 1951 bis 1956 der erste Vorsitzende und später Ehrenvorsitzender der Deutschen Vereinigung für Politische Wissenschaft, hatte die Funktion als Gesellschafter und Kurator der FAZIT-Stiftung der Frankfurter Allgemeinen Zeitung inne und war von 1954 bis 1962 Vorsitzender und später Ehrenvorsitzender der Aktionsgemeinschaft Soziale Marktwirtschaft (ASM). Unter dem Vorsitz von Rüstow wurde die Aktionsgemeinschaft Soziale Marktwirtschaft zu einem angesehenen Thinktank und zum Sprachrohr der Vertreter des Ordoliberalismus. So pflegte Ludwig Erhard engen Kontakt zu Rüstow und war oftmals Redner auf Veranstaltungen der ASM sowie ihr Ehrenmitglied. Unter den deutschen liberalen Denkern kam es zu einer Art Arbeitsteilung. Die Freiburger Schule um Walter Eucken konzentrierte ihre Forschung ausschließlich auf Fragen der Wirtschaftsordnung. Rüstow gehörte zusammen mit Wilhelm Röpke und Alfred Müller-Armack dem soziologischen (Neo-)Liberalismus an, der „jenseits von Angebot und Nachfrage“ die Entwicklung eines bestimmten gesellschaftspolitischen Leitbildes, insbesondere der Vitalpolitik, entwarf. In die praktische Politik fanden die gesellschaftspolitischen Vorstellungen vor allem über Alfred Müller-Armack Eingang, als dieser 1952 als Ministerialdirektor ins Bundesministerium für Wirtschaft berufen wurde. Rüstow kannte Ludwig Erhard bereits seit den 1920er Jahren persönlich. Dieser vertrat als Bundeswirtschaftsminister zunehmend auch die außerwirtschaftlichen Ideen des soziologischen (Neo-)Liberalismus.
Von 1959 bis 1960 war Rüstow Mitglied des Beirats der Friedrich-Naumann-Stiftung.
In Heidelberg wohnte er seit den 1950er Jahren in einer Etage im Haus Mönchhofstraße 26. Er war in dritter Ehe mit Lorena (* 3. März 1905; † 19. Februar 1999), geb. Gräfin Vitzthum von Eckstädt, einer Tochter von Christoph Johann Friedrich Vitzthum von Eckstädt, verheiratet. Seinen Ehen entsprangen insgesamt sieben Kinder, darunter der US-Politologe Dankwart Rüstow. Am 30. Juni 1963 starb Alexander Rüstow in Heidelberg im Alter von 78 Jahren.
Rüstows umfangreicher Nachlass befindet sich im Bundesarchiv in Koblenz.

## Bildung des Begriffs Neoliberalismus
1938 fand in Paris das Colloque Walter Lippmann statt, auf dem die Thesen Lippmanns über den Niedergang des Liberalismus und die Chancen einer erneuerten liberalen Ordnung, die sich vom Laissez-faire Liberalismus unterscheiden sollte, diskutiert wurden. Dabei setzte sich Alexander Rüstows Begriffsschöpfung des Neoliberalismus gegen Alternativen wie Neo-Kapitalismus, sozialer Liberalismus oder sogar libéralisme de gauche (franz. Linker Liberalismus) durch. Neoliberalismus ist ein Kompositum aus νέος neos (altgriech. neu), und Liberalismus. Der Begriff Neoliberalismus gelangte später durch die Vordenker der Sozialen Marktwirtschaft, aber auch durch die auf den Ideen Friedrich August von Hayeks oder Milton Friedmans beruhenden Liberalisierungen und Deregulierungen der Weltwirtschaft, und damit auch der Globalisierung, zu großer Bekanntheit. Heute wird der Begriff hauptsächlich als Schimpfwort verwendet.
Dem Begriff Neoliberalismus lag von Beginn an kein homogenes Theoriengebäude zugrunde. Bereits beim Colloque Walter Lippmann zeigten sich neben der Übereinstimmung in den elementaren Grundlagen der Befürwortung von Privateigentum und Vertragsfreiheit andererseits auch kontroverse Vorstellungen etwa hinsichtlich der Rolle des Staates. Rüstow plädierte im Gegensatz zu anderen Teilnehmern wie Ludwig von Mises und Friedrich August von Hayek für einen starken Staat. Seiner Ansicht nach sollte der Staat die destruktiven Auswüchse des Monopol- und Finanzkapitalismus unterbinden und damit die Marktwirtschaft vor den ihr innewohnenden, selbstzerstörerischen Kräften schützen. Rüstow bedauerte im Nachhinein, dass damals durch den gefundenen Kompromiss der Schein der Einheit mühsam aufrechterhalten wurde, obwohl in Wirklichkeit „der schärfste und furchtbarste subkonträre Gegensatz vorlag.“ In einem Brief an Wilhelm Röpke schrieb Rüstow, die Neoliberalen hätten den Altliberalen „so vieles vorzuwerfen, haben [wir] in solchem Maße einen anderen Geist wie sie, dass es eine völlig verfehlte Taktik wäre […] uns mit dem Ruf der Verranntheit, Überholtheit und Abgespieltheit zu bekleckern, der ihnen mit vollem Recht anhaftet. Diesen ewig gestrigen frisst kein Hund mehr aus der Hand, und das mit Recht.“ Hayek und „sein Meister Mises gehören in Spiritus gesetzt ins Museum als eines der letzten überlebenden Exemplare jener sonst ausgestorbenen Gattung von Liberalen, die die gegenwärtige Katastrophe heraufbeschworen haben.“ Später wurde der Begriff Neoliberalismus von Rüstow synonym mit dem Begriff der Sozialen Marktwirtschaft verwendet. Er sprach jedoch auch von „Sozialliberalismus“, um seine wirtschaftspolitischen Auffassungen zu charakterisieren, die er unter Rückgriff auf den freiheitlichen Sozialismus Franz Oppenheimers als „Dritten Weg“ bezeichnete.
Rüstow selbst wies darauf hin, dass sein Begriff des Neoliberalismus keinen Markenschutz genieße:

„Der Markt hat jedoch einen überwirtschaftlichen Rahmen, der durch Gesetze usw. gebildet wird, und innerhalb dieses Rahmens kann die Sache gar nicht planmäßig genug hergehen. (…) An dieser Planmäßigkeit des Rahmens, insbesondere auf dem Gebiet der Sozialpolitik, fehlt es leider Gottes noch sehr. Dadurch unterscheiden wir Neuliberalen uns ja von den Altliberalen, daß wir uns der Notwendigkeit des Rahmens und seiner Gestaltung bewußt sind. Leider wird dieser Unterschied dadurch verwischt, daß es eine Anzahl von Altliberalen, zum Teil von sehr intransigenten Altliberalen gibt, besonders in Amerika, die sich fälschlicherweise- und irreführenderweise 'Neuliberale' nennen und damit große Verwirrung stiften. Leider können wir dagegen nicht mit Patentprozessen und Markenschutz vorgehen.“

Peter Ulrich vertritt folgende Meinung: „Ganz anders verstanden wird der Primat der Politik dagegen von der ordoliberalen Position, die sich ursprünglich bis in die 50er Jahre selbst als „neoliberal“ bezeichnet hat, dann aber eine neue Selbstbezeichnung wählte, als der Begriff des Neoliberalismus zunehmend von den Marktradikalen okkupiert wurde.“
Heute werden mit dem Begriff Neoliberalismus häufig ökonomistisch verengte libertäre Minimalstaatskonzeptionen bezeichnet, also Politikkonzepte, die dem Laissez-faire-Liberalismus des 19. Jahrhunderts ähnlich sind. Ironischerweise handelt es sich dabei um den Wirtschaftsliberalismus, den Neoliberale – im ursprünglichen Sinne – wie Rüstow, Walter Eucken und Wilhelm Röpke kritisiert haben und gegenüber dem sie sich durch den Begriff Neoliberalismus abgrenzen wollten.

## Wissenschaftliches Werk
Rüstows Ziel war die Überwindung der systembedingten Mängel des Laissez-faire-Liberalismus, nämlich:
1. mangelnde Berücksichtigung der Lebensumstände der Bevölkerung
2. Mangel an sozialer Grundsicherung, insbesondere bei unverschuldeten Notlagen
3. teilweise menschenunwürdige Arbeitsbedingungen
4. die höchst ungleichmäßige Verteilung von Chancen, Einkommen und Vermögen

durch eine aktive Wettbewerbspolitik, die
1. Monopolbildung verhindert,
2. das unternehmerische Eigeninteresse in Richtung des Gemeinwohls kanalisiert
3. ein liberaler Interventionismus sollte etabliert werden und
4. ein leistungsstarkes, mittelständisches Unternehmertum sollte gefördert werden

Die Wettbewerbspolitik soll durch eine konsistente Sozialpolitik umfassenden Typs, Vitalpolitik genannt, ergänzt werden. Diese beinhaltet die Verbesserung des Lebensumfelds dergestalt, dass das individuelle Wohlbefinden positiv beeinflusst wird und eine subsidiäre soziale Sicherung.

### Wirtschaftspolitische Grundpositionen

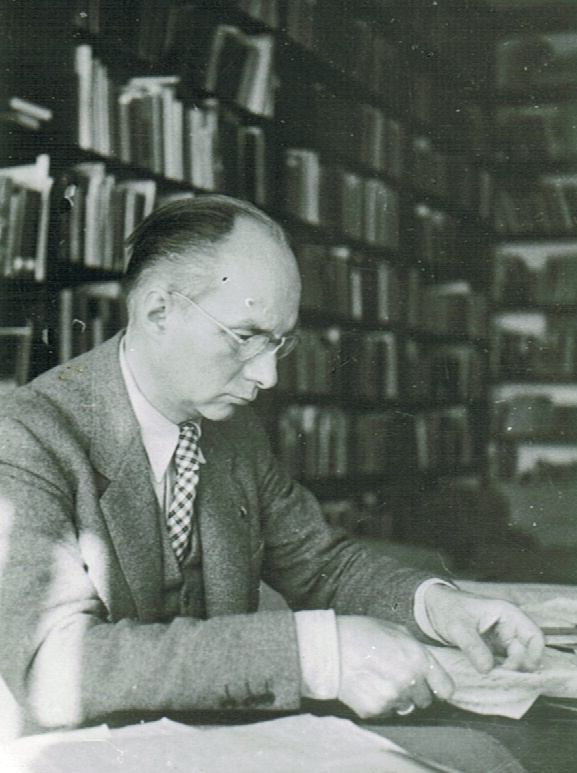
Alexander Rüstow in seinem Arbeitszimmer (1937)

Rüstows liberales Weltbild stand insbesondere unter dem Eindruck des Nationalsozialismus, dessen Erfolg er auf das Versagen des Wirtschaftsliberalismus zurückführte. Als Grund sah er vor allem den Aberglauben an die Unsichtbare Hand, den er auf überkommene metaökonomische und pseudoreligiöse Ursprünge zurückführte.
Monopole führen nach Rüstow zu wirtschaftlicher Ineffizienz und schränken durch das Entstehen willkürlicher Machtpositionen die Freiheit ein. Seit seiner Tätigkeit im Reichswirtschaftsministerium und beim VdMA betrachtete er Monopolisten auch als Gefahr für das politische System, da diese zu politischer Einflussnahme neigten. Zur Verhinderung von Monopolen sollte daher eine staatliche Wettbewerbsbehörde installiert werden, wobei diese nach dem Verbotsprinzip arbeiten sollte, d. h., dass der Antragsteller seinen Ausnahmeantrag begründen muss. Das Missbrauchsprinzip, nach dem die Beweislast für einen Missbrauch bei der Wettbewerbsbehörde liegt, könne nicht funktionieren, da die Wettbewerbsbehörde den Informationsvorsprung der Kartellmitglieder kaum einholen können und der Missbrauchsnachweis daher regelmäßig scheitern müsse.
Rüstow beobachtete in den 1920er und 30er Jahren, dass Erhaltungssubventionen zum Schutz der heimischen Wirtschaft marktwirtschaftliche Anpassungsprozesse aushöhlten und die Dosierung der Subventionen stetig erhöht werden musste, um die gleiche Wirkung zu erzielen. Rüstow schlug daher den liberalen Interventionismus, einen Dritten Weg zwischen einem Nichtinterventionismus und einem sich stetig ausweitenden Interventionismus vor. Subventionen sollten nur dann eingesetzt werden, wenn sie geeignet sind eine Störung tatsächlich zu beseitigen und die Funktionsfähigkeit der Marktmechanismen nicht beeinträchtigen. Als sinnvoll erachtet werden Anpassungssubventionen, wenn diese in zeitlich und materiell begrenztem Umfang oder in außergewöhnlichen Situationen (Eingliederung der Heimatvertriebenen, Bewältigung großer Umschulungsaufgaben, Bewältigung massiv angestauter Anpassungsnotwendigkeiten etc.) gewährt werden. In diesen Fällen soll das Ergebnis eines Strukturwandels durch gezielte, marktkonforme Eingriffe beschleunigt herbeigeführt werden, um die Anpassungskosten zu minimieren.
Wettbewerb als Organisationsprinzip des Marktes funktioniere nur dann richtig, wenn wettbewerbsneutrale Start- und Arbeitsbedingungen bestehen. Nach seiner Beobachtung hat die Bevorzugung großer wirtschaftlicher Einheiten in der Weimarer Republik zu einem Niedergang des Mittelstandes geführt. Der Mittelstand müsse aber ganz im Gegenteil gefördert werden.
Rüstow setzte sich für eine stabile Währungsordnung ein. Unter den möglichen Inflationsursachen bewertete er die Geldmengenausweitung (M1) zur Haushaltsfinanzierung als die schlechteste. Sie sei auch moralisch verwerflich, da dies vor allem zu Lasten der Besitzer von geringerem Vermögen gehe. Als zweite Ursache sah er die Lohn-Preis-Spirale bei überzogener Tarifpolitik. Als dritte Ursache nannte er die importierte Inflation aufgrund der Interventionsverpflichtung der Bundesbank.
In der Außenwirtschaftspolitik forderte Rüstow, dass realistische Wechselkurse bestehen sollen, quantitative Handelsbeschränkungen beseitigt werden, Zollprotektionismus abgebaut wird, sowie Freizügigkeit für Menschen, Kapital, Waren und Dienstleistungen.

### Staats- und gesellschaftspolitische Konzeption
Nach Rüstows Vorstellung hat der Markt eine dienende Funktion, er soll die materielle Versorgung des Einzelnen und der Gesellschaft sicherstellen. In der Sphäre des Marktes ist der Wettbewerb das Organisationsprinzip. Das Wettbewerbsprinzip befördert aber keine soziale Integration, alleine auf diesem Prinzip kann eine Gesellschaft nicht beruhen. Deshalb unterscheidet Rüstow als zweite Sphäre den Marktrand, worunter er das eigentlich Menschliche versteht, also Kultur, Ethik, Religion und Familie. Hier sind moralische Werte das Organisationsprinzip. Diese Sphäre hat die Aufgabe, Integration, Solidarität und Versittlichung zu gewährleisten. Der Staat hat die Aufgabe, die beiden Sphären voneinander abzugrenzen und innerhalb der jeweiligen Sphäre den Ordnungsrahmen zu setzen und zu garantieren. Rüstows Staatsvorstellung ist die eines starken Staates, der über den Interessen steht und sich gleichzeitig nur da in die Sphären einmischt, wo die Selbstorganisation nicht funktioniert (Subsidiaritätsprinzip). Darin unterscheidet er sich eindeutig von Mises und zu einem geringeren Grad von Hayek.

### Vitalpolitik
Vitalpolitik ist eine Begriffsschöpfung von Rüstow, eine ähnliche Konzeption erarbeitete auch Wilhelm Röpke. Kerngedanke ist, dass den Marktkräften die lebensdienliche Ausrichtung ordnungspolitisch vorgegeben werden muss. Sie kann nicht automatische Folge des freien Marktes sein, ist aber ethische Voraussetzung einer legitimen Marktwirtschaft.
Die Bürger sollen nach Rüstows Vorstellung gleiche Startchancen haben. Dies beinhaltet eine Bildungsförderung für begabte Jugendliche aus minderbemittelten Familien. Radikal sind seine Vorstellungen im Steuerrecht. Die Erbschaftsteuer soll mit einer hohen Steuerprogression ausgestaltet werden. Dabei soll die Erbschaftsteuer so hoch ausfallen, dass einerseits die Vermögensverhältnisse der Bürger durch Erbschaften nicht zu stark auseinandergehen können – eine Forderung, die auch der englische Liberale John Stuart Mill erhob – und dass andererseits der Steuerertrag so hoch ist, dass die Steuersätze von Massensteuern (Einkommensteuer, Umsatzsteuer) gesenkt werden können.
Der ganzheitliche Ansatz der Vitalpolitik zielt auch auf eine Gestaltung des gesamten Lebensumfeldes der Bürger. So sieht Rüstow ein ländlicheres Lebensumfeld in einem Eigenheim mit Garten als Ideal, das durch Standortpolitik gefördert werden soll. Familienpolitisch soll u. a. durch Siedlungspolitik und Industrieansiedlung die wirtschaftlichen Rahmenbedingungen so ausgestaltet werden, dass für jedes Elternpaar ausreichend Erwerbsmöglichkeiten bestehen. Längerfristige Geldleistungen seien nur da sinnvoll, wo eine ausreichende Erwerbsmöglichkeit nicht besteht. Er erkennt, dass die Konkurrenz zwischen den Betrieben wenig geeignet ist, Solidarität zu verbreiten. Umso wichtiger sei es, dass innerbetrieblich ein Wir-Gefühl und ein positives Betriebsklima bestehe. Als sehr positiv hob er die Verabschiedung des Betriebsverfassungsgesetzes 1952 hervor, als positiver Ansatz zur Schaffung innerbetrieblicher Solidarität.
Die subsidiäre soziale Sicherung wurde für den Bereich der Gestaltung der Sozialhilfe in der Ordnung der Bundesrepublik Deutschland nach der Rüstowschen Konzeption umgesetzt. Die Kritik Rüstows an der mangelnden Berücksichtigung des Äquivalenzprinzips und der fehlenden Wahlfreiheit in den bismarckschen Sozialversicherungen fand jedoch keine Berücksichtigung. Auch Rüstow legte aber Wert darauf, dass die Versicherungspflicht nicht weniger weit ging, als eventuelle Sozialhilfeansprüche. Denn Bürger, die sich selbst absichern können, sollen nicht der Allgemeinheit zur Last fallen.

### Verfassungsrecht
Aus der Beobachtung der Instabilität der Weimarer Verfassung leitete Rüstow die Notwendigkeit einer grundsätzlichen Änderung des politischen Bewusstseins, aber auch der Verfassung ab. 1929 warnte er in einer Rede vor der Deutschen Hochschule für Politik vor einem Abgleiten in die Diktatur. Anders als viele zeitgenössische Denker (u. a. Carl Schmitt) wollte er aber nicht die Position des Reichspräsidenten, sondern die verfassungsrechtliche Position des Reichskanzlers stärken. In den Grundzügen entwarf er schon damals die 1949 in der Verfassung der Bundesrepublik Deutschland umgesetzte Richtlinienkompetenz des Bundeskanzlers und das konstruktive Misstrauensvotum. Der Bundeskanzler sollte allein dem Parlament gegenüber verantwortlich sein, nicht auch die Minister (wie es die Weimarer Verfassung vorsah). Des Weiteren schlug er vor, dass der Bundeskanzler eine Karenzzeit von ca. einem Jahr haben sollte, um sein Regierungsprogramm durchzusetzen, ohne unter dem Druck zu stehen jederzeit abgewählt werden zu können. Nach diesem Jahr sollte der Kanzler wieder abwählbar sein. Rüstow versprach sich davon, dass politische Entscheidungen an ihren Konsequenzen beurteilt werden und die Entscheidungsfindung sich so versachliche. Damit aus der verfassungsmäßig garantierten Freiheit auch eine tatsächlich gelebte Freiheit wird, müsse sich jeder einzelne Bürger auch politisch betätigen, zumindest in Form einer gedanklichen Auseinandersetzung mit den gesellschaftlichen Problemen.

## Ehrungen
- 1955: Großes Verdienstkreuz der Bundesrepublik Deutschland

## Schriften (Auswahl)
- Der Lügner. Theorie, Geschichte und Auflösung. Diss. phil. Erlangen, 1910. Leipzig: B. G. Teubner 1910(PDF-online).
- Schutzzoll oder Freihandel? 1925.
- Das Für und Wider der Schutzzollpolitik. 1925.
- Das Versagen des Wirtschaftsliberalismus. Drei Auflagen mit wechselnden Titeln:
  - Das Versagen des Wirtschaftsliberalismus als religionsgeschichtliches Problem. In: Istanbuler Schriften. Nr. 12, Istanbul/Zürich/New York 1945.
  - Das Versagen des Wirtschaftsliberalismus. 2. Auflage. Bad Godesberg 1950.
  - Das Versagen des Wirtschaftsliberalismus  3. überarbeitete und kommentierte Auflage. 2001 mit Register und Übersetzungen der französischen, lateinischen und griechischen Zitate, herausgegeben von Frank P. und Gerhard Maier-Rigaud. Marburg: Metropolis Verlag, ISBN 3-89518-349-0.
- Zwischen Kapitalismus und Kommunismus. 1949.
- Ortsbestimmung der Gegenwart. Eine universalgeschichtliche Kulturkritik. 3 Bände, 1950–1957.
  - Band 1: Ursprung der Herrschaft.
  - Band 2: Weg der Freiheit.
  - Band 3: Herrschaft oder Freiheit?
- Wirtschaft und Kultursystem. 1955.
- „ENTOC YMΩN ECTIN. Zur Deutung von Lukas 17, 20-21“. In: Zeitschrift für die Neutestamentliche Wissenschaft, Bd. 51 (1960), S. 197–224.
- Die Kehrseite des Wirtschaftswunders. 1961.
- Rede und Antwort. 21 Reden und viele Diskussionsbeiträge aus den Jahren 1932 bis 1963. Hrsg. von Walter Horch, 1963.
- Die Religion der Marktwirtschaft. mit einem Nachwort v. Sibylle Tönnies. 2. Auflage. Münster 2004, ISBN 3-8258-4848-5.
- Freiheit und Herrschaft. Eine Kritik der Zivilisation. (Gekürzte Fassung der Ortsbestimmung der Gegenwart.) Münster: LIT Verlag 2005, ISBN 3-8258-9021-X.